# Nesioneta arabica
Espèce
Nesioneta arabica est une espèce d'araignées aranéomorphes de la famille des Linyphiidae.

## Distribution
Cette espèce est endémique des Émirats arabes unis. Elle se rencontre dans les émirats de Dubaï, de Charjah et de Ras el Khaïmah.

## Description
Le mâle holotype mesure 1,73 mm et la femelle paratype 1,88 mm.

## Étymologie
Son nom d'espèce lui a été donné en référence au lieu de sa découverte, l'Arabie.

## Publication originale
- Tanasevitch, 2010 : Order Araneae, family Linyphiidae. Arthropod Fauna of the UAE. Dar Al Ummah, Abu Dhabi, vol. 3, p. 15-26.